# Neoathyreus purpureipennis
Neoathyreus purpureipennis es una especie de coleóptero de la familia Geotrupidae.

## Distribución geográfica
Habita en Brasil.